# Goldwater Women’s Tennis Classic
Goldwater Women’s Tennis Classic — профессиональный женский теннисный турнир. Играется на открытых кортах с покрытием типа хард.
Соревнования проводятся в столице американского штата Аризона — Финиксе, в конце осени.

## История
Турнир основан и впервые проведён в 2009-м году, с момента основания являясь крупнейшим женским теннисным соревнованием в штате (до 2006 года подобный статус имел турнир в соседнем Тусоне).

### Победители и финалисты
Чемпионка одиночного турнира-2009 Варвара Лепченко не отдала в последних пяти сетах того соревнования своим соперницам ни гейма.

## Финалисты разных лет

### Одиночный турнир
| Год  | Призовые   | Чемпионка            | Финалистка             | Счёт       |
| ---- | ---------- | -------------------- | ---------------------- | ---------- |
| 2012 | 75 000 USD | Мэдисон Киз          | Мария Санчес           | 6-3 7-6(1) |
| 2011 | 75 000 USD | Сесиль Каратанчева   | Мишель Ларшер де Бриту | 6-1 7-5    |
| 2010 | 75 000 USD | Варвара Лепченко (2) | Мелани Уден            | 6-3 7-6(5) |
| 2009 | 50 000 USD | Варвара Лепченко     | Саша Джонс             | 6-0 6-0    |

### Парный турнир
| Год  | Чемпионки                        | Финалистки                      | Счёт           |
| ---- | -------------------------------- | ------------------------------- | -------------- |
| 2012 | Жаклин Како Натали Плускота      | Эжени Бушар Ульрикке Эйкери     | 6-3 2-6 [10-4] |
| 2011 | Джейми Хэмптон Айла Томлянович   | Мария Санчес Ясмин Шнак         | 3-6 6-3 [10-6] |
| 2010 | Коко Вандевеге Татьяна Лужанская | Джулия Босеруп Слоан Стивенс    | 7-5 6-4        |
| 2009 | Шэрон Фичмен Машона Вашингтон    | Мари-Эв Пеллетье Анна Татишвили | 4-6 6-4 [10-8] |